# Remontrance de Flushing
 (avril 2021).
Si vous disposez d'ouvrages ou d'articles de référence ou si vous connaissez des sites web de qualité traitant du thème abordé ici, merci de compléter l'article en donnant les références utiles à sa vérifiabilité et en les liant à la section « Notes et références ».
Pour les articles homonymes, voir Flushing (homonymie).

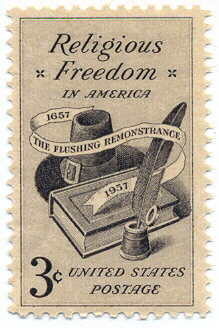
Timbre commémoratif.

La remontrance de Flushing (en anglais: Flushing Remonstrance) est un document de l'histoire des États-Unis. Il préfigure le Premier amendement de la Constitution des États-Unis.
Ce document est une pétition adressée en 1657 à Pieter Stuyvesant, alors directeur de Nouvelle-Néerlande (actuel quartier de Flushing, dans l'arrondissement new-yorkais de Queens), pour qu'il revienne sur sa décision d'interdire les cultes autres que le sien. En l’occurrence, la pétition demande que cessent les persécutions contre le culte quaker. Aucun des trente signataires n'était lui-même quaker.

## Signataires
Les trente signataires furent :
- Nicolas Blackford
- George Clere
- Elias Doughtie
- Edward Farrington, magistrate
- Tobias Feake, sheriff
- Antonie Field
- Robert Field, Sr.
- Robert Field, Jr.
- John Foard
- Edward Griffine
- Edward Hart
- Nathaniel Hefferd
- Benjamin Hubbard
- John Mastine
- Michael Milner
- William Noble, magistrate
- Nicholas Parsell
- William Pidgion
- Henry Semtell
- Richard Stocton
- John Store
- Edward Tarne
- William Thorne Sr.
- William Thorne, Jr.
- John Townsend
- Henry Townsend
- Nathaniel Tue
- Micah Tue
- Phillip Udall
- George Wright